# Sporobolus molleri
Sporobolus molleri är en gräsart som beskrevs av Eduard Hackel. Sporobolus molleri ingår i släktet droppgräs, och familjen gräs. Inga underarter finns listade i Catalogue of Life.